# Canal de Naravã
Naravã (em árabe: النهروان‎; romaniz.: Nahrawan) foi um grande sistema de irrigação dos períodos sassânida e islâmico inicial na Iraque Central, junto a margem oriental do Tigre e o curso baixo do rio Diala. Criado no século VI, alcançou seu pico sob o Califado Abássida, quando serviu como principal suprimento de água para a capital abássida de Bagdá, enquanto as regiões irrigadas por ele serviram como celeiro da cidade. Sua destruição e progressivo abandono em meados do século X em diante reflete o declínio do regime abássida.

## História

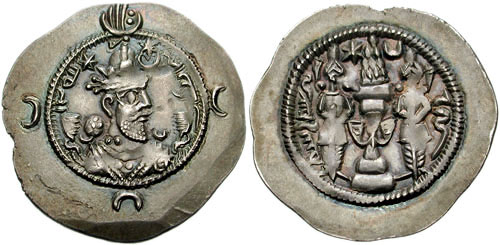
Dracma de r.

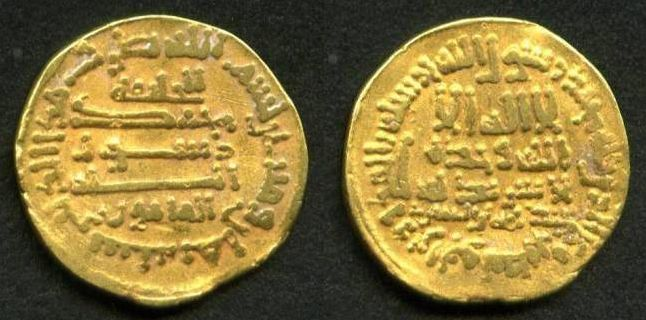
Dinar de ouro de Almamune r.

Os primeiros trabalhos de irrigação junto do rio Diala foram realizados no período parta. De fato, pode ser que a parte inferior do Canal de Naravã foi originalmente o curso inferior do Diala. O sistema em larga-escala do canal do começo do período medieval foi criado no reinado do xá sassânida Cosroes I (r. 531–579), que também estabeleceu-o como um distrito administrativo separado chamado "Bazijão de Cosroes" (Bazidjan Khusraw). Um tesouro e fonte foram possivelmente estabelecidos lá.
No começo do período islâmico, a cidade de Jicer Naravã, situada no meio do canal, foi o local duma batalha em 17 de julho de 658 entre o califa ortodoxo Ali (r. 656–661) e os carijitas de Abedalá ibne Uabe. Sob os primeiros califas, e especialmente sob os abássidas que fizeram a vizinha Bagdá sua capital, a rede do canal foi reparada e expandida, alcançando seu pico no século IX e começo do século X. Nos tempos abássidas, a região foi dividida em três distritos tributários, Naravã Superior, Médio e Inferior.
O canal foi violado em 937/938, durante a revolta de Bajecã contra Maomé ibne Raique; o último tentou impedir o avanço de Bajecã de Uacite para Bagdá causando inundações na área entre elas. O movimento mal obstruiu Bajecã, mas conseguiu destruir a agricultura local, até então o celeiro da capital califal. Como Hugh N. Kennedy escreve, "a violação do canal de Naravã foi simplesmente o exemplo mais dramático de um fenômeno muito difundido do período; e foi simbólico para o fim do 'poder abássida, assim como a violação da Represa de Maribe foi do fim da prosperidade da Sul da Arábia pré-islâmica".
O Naravã Inferior e Médio foram inteiramente abandonados por quase 14 anos, até os buídas sob Muize Adaulá (r. 945–967) restaurou o canal. No entanto, a rede do canal continuou a ser declinar dai por diante. Tão tarde quanto 1140, o governador seljúcida Biruz tentou restaurá-lo, mas de acordo com o estudioso do século XIII Iacute de Hama, lutas internas entre os seljúcidas mais uma vez significaram a negligência do canal, e seu uso como uma estrada por tropas deles agravou a destruição da rede. Pelo tempo de Iacute, a rede do canal tinha amplamente assoreado e o país em torno dele foi abandonado.

## Perfil

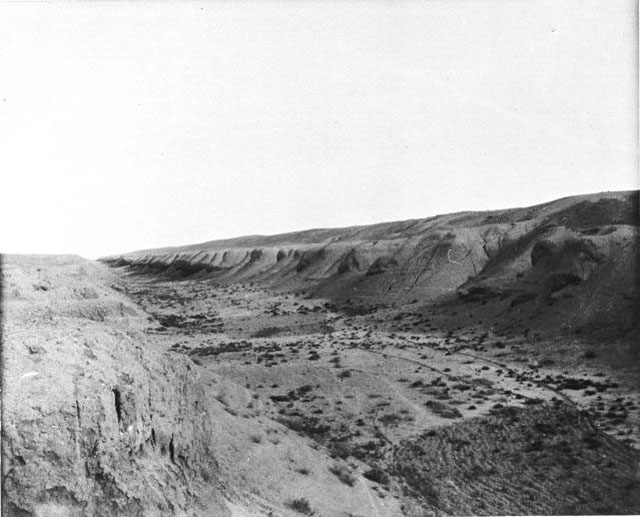
O leito seco do Canal de Naravã perto de Samarra, fotografado por Gertrude Bell em 1909

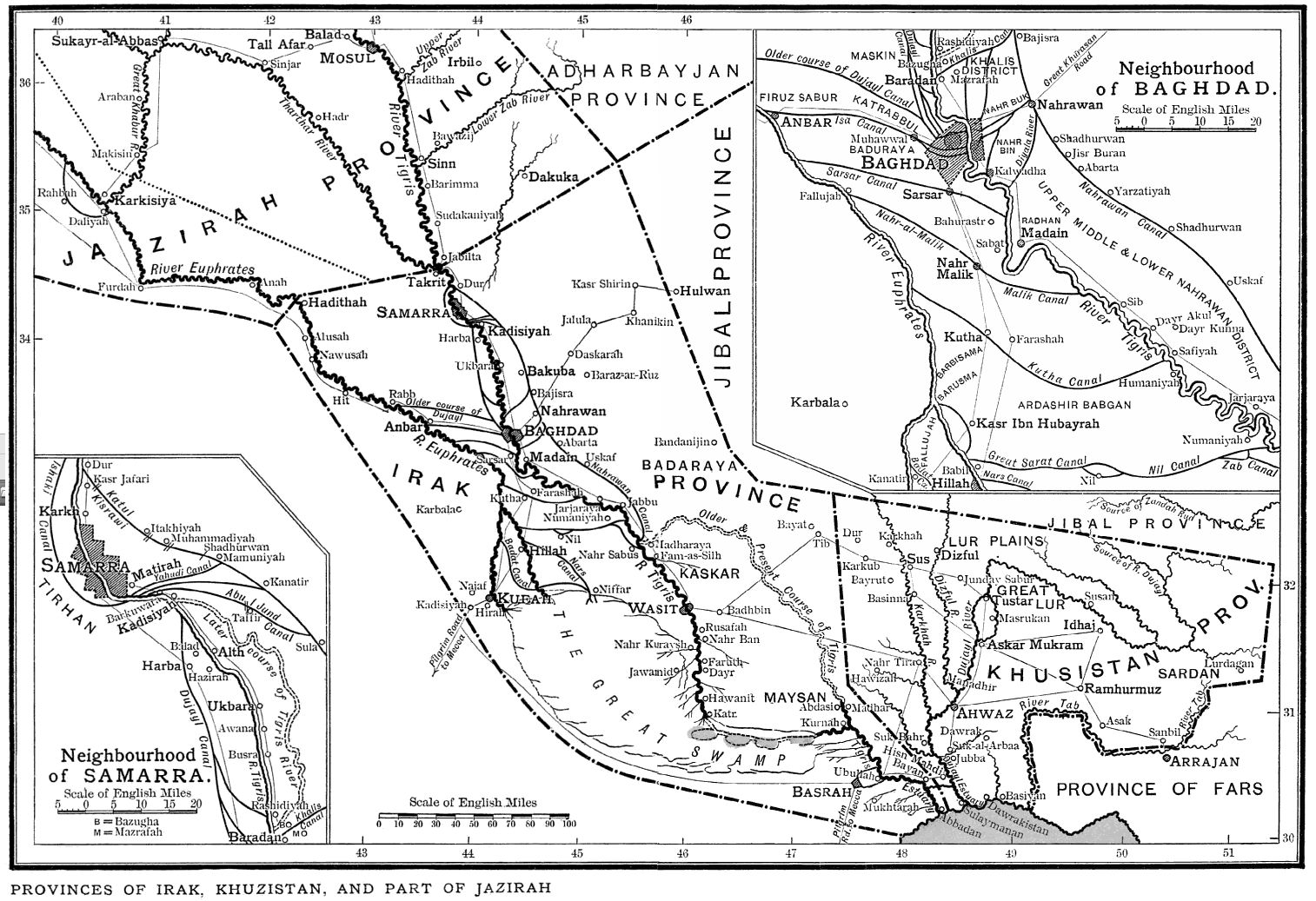
Mapa do Iraque abássida, com o Canal de Naravã balizado

Nos tempos islâmicos, o canal principal foi dividido em três seções, descritos em detalhe pelo geógrafo do século XIII Iacute de Hama, em seu Dicionário de países (Mu'jam Al-Buldan). O alimentador inicial do canal que drenou água do Tigre em Dural Arabaia (Dur da Arábia), próximo de Samarra, e transportou-a ao Diala em Bacuba (Ba'quba) foi chamado al-katul al-Kisrawi ("A fatia de Cosroes"). Durante seu curso, foi reunido por três canais menores provenientes do Tigre, o Iudi ("dos Judeus"), o Almamuni, nomeado em honra ao califa Almamune (r. 813–833), e o maior deles, o Abul Junde ("arca do guerreiro"), construído sob Harune Arraxide (r. 786–809).
Cerca de 20 km ao sul do afluxo do Abul-Junde ficava a cidade de Basalva, e um pouco adiante Bacuba, a capital do distrito Naravã Superior, cerca de 50 km a norte-nordeste de Bagdá. De lá, o canal principal, agora conhecido como Tamarra, virou para sul às cidades de Bajicera (originalmente Baital Jicer (Bayt al-Jisr), "casa-ponte") e finalmente Jicer Naravã, de onde foi conhecido como o próprio Naravã. De Bajicera um canal, o Naral Calis (Nahr al-Khalis), conectou o canal principal com o Tigre em Baradã e supriu os subúrbios orientais de Bagdá com água, enquanto outro, o Narbin, conectou Jicer Naravã com Calvada (Kalwadha).
Logo ao sul de Jicer Naravã, havia outro canal, o canal Diala - o atual curso do rio homônimo - que juntou-se ao Tigre cerca de 5 km ao sul de Bagdá. Jicer Naravã foi um lugar rico, devido uma estrada conectando Bagdá com Coração e que cruzou o canal. Descrições sobreviventes registram que foi estendido em ambos os lados do canal, cada com suas próprias mesquitas, mercados e hotéis para viajantes e peregrinos. Foi abandonado pelo século XIV, quando a estrada para Coração foi desviada para norte, através de Bacuba.
Abaixo de Jicer Naravã uma represa sassânida (Xadurvã [Shadhurwan]) seguiu pelas cidades de Jicer Buram/Puram (nomeadas em honra a mulher de Almamune), Iarzátia (Yarzatiya), outra represa chamada Abarta, e a cidade de Iscafe Bani Junaide, dividida pelo canal em cidades superior e inferior. De Iscafe, o canal foi seguiu em frente por outros 100 km em meio a uma paisagem fortemente cultivada para juntar-se ao Tigre em Madaraia (Madharaya), próximo da moderna Kut.